# Protrusionsschiene

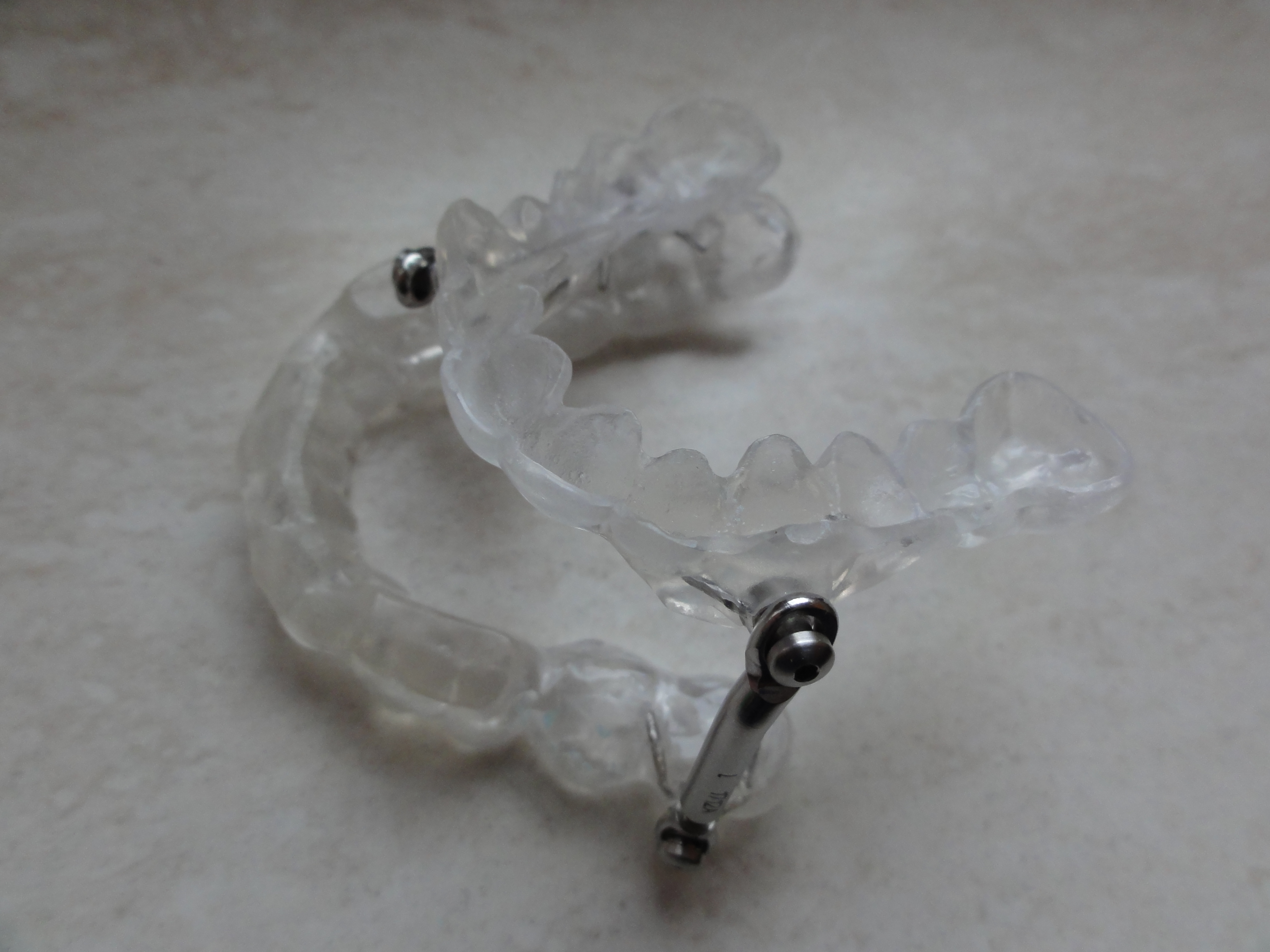
Unterkieferprotrusionsschiene

Bei Protrusionsschienen (von lat. protrusio „Vorschieben, Fortstoßen“) handelt es sich um individuell nach Abformung der Zähne labortechnisch hergestellte, einstellbare Schienensysteme zur Therapie von bestimmten „Schlafbezogenen Atmungsstörungen“, einer Form der Schlafstörungen.

## Verwendung
Die Schienen kommen bei Patienten mit einem leichten bis mittelgradigen obstruktiven Schlafapnoe-Syndrom (OSAS) und dem Upper Airway Resistance Syndrome (UARS) zur Anwendung. Das Verfahren ist eine von mehreren Alternativen. Es wird auch bei schwergradigen Fällen statt der „Nasalen kontinuierlichen Überdruckbeatmung“ (nCPAP) bei Intoleranz oder mangelnder Therapiecompliance eingesetzt.
Durch intra-oral zu tragende Unterkieferprotrusionsschienen (UPS) werden Unterkiefer, Zunge und weitere Strukturen nach vorne positioniert und der Biss geöffnet. Dadurch wird die Einengung des Rachenraums verringert, die Atemwege werden im Schlaf mechanisch offen gehalten und der Atemwegswiderstand nimmt ab.
Bevor dieses Verfahren eingesetzt werden kann, muss untersucht werden, ob die zahnärztlichen Voraussetzungen für einen dauerhaften Einsatz gegeben sind. Nach Abformung der Zähne wird anhand von Kiefermodellen des Patienten die individuelle Protrusionsschiene angefertigt.
Protrusionsschienen kommen auch gegen das Schnarchen zur Anwendung. In diesem Zusammenhang wird von der „Schnarcher-Schiene“ gesprochen. In vielen Fällen wird dadurch das Schnarchen beseitigt oder deutlich reduziert.
In der deutschen gesetzlichen Krankenversicherung wird die Therapie mittels Protrusionsschiene nach Rechtsprechung verschiedener Landessozialgerichte als neue Behandlungsmethode beurteilt, die vom Gemeinsamen Bundesausschuss am 20. November 2020 auch positiv bewertet wurde und diese Bewertung vom Bundesministerium für Gesundheit nicht beanstandet worden ist. Eine Kostenübernahme durch die Krankenkasse als vertragsärztliche Leistung ist jedoch erst möglich, wenn entsprechende Abrechnungsziffern vorliegen.

## Geschichte
Die ersten Beschreibungen solcher Schienen stammen aus den frühen 1980er Jahren, als Protrusionsschienen aus kieferorthopädischen Modellen entwickelt wurden. Seither wurden die Modelle erheblich verbessert.
Es gibt eine Reihe unterschiedlicher Modelle von Protrusionsschienen auf dem Markt. Die Auswahl durch den Zahnarzt erfolgt nach den beim Patienten anatomisch vorliegenden Gegebenheiten.